# Termas de Salto Grande

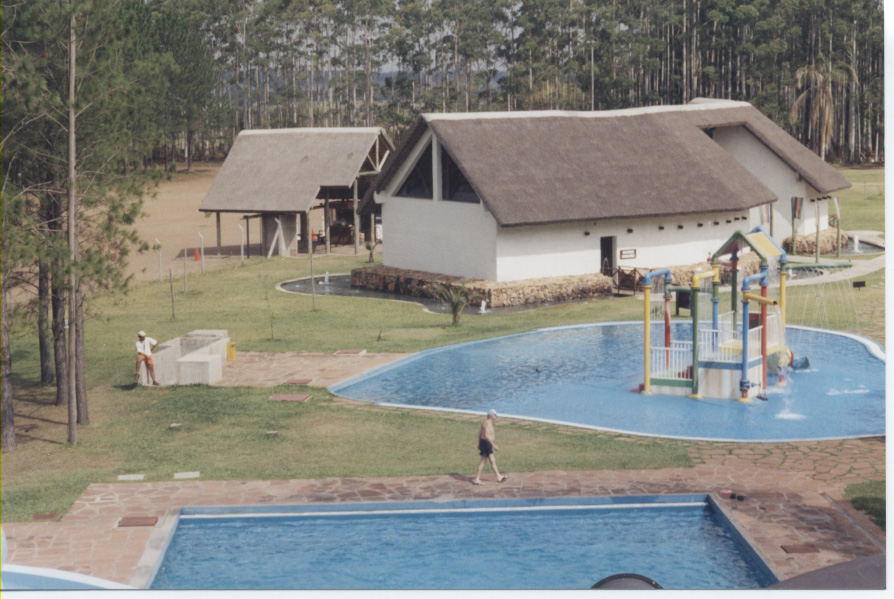
Piscinas en las termas de Salto Grande.

Las termas de Salto Grande son un sitio del departamento de Salto en el Noroeste de Uruguay con pozos de aguas termales. Están ubicadas a 10 km de la ciudad de Salto en un parque de 218 ha a orillas del lago de la represa de Salto Grande. Las aguas emanan a 45 grados Celsius desde una profundidad de 1295 metros.
Dentro del predio de las termas de Salto Grande se encuentra un hotel, un parque acuático termal y un centro de recreación con piscinas y entretenimientos.